# Уолластон, Элли
Элли Уолластон (англ. Ally Wollaston, род. 4 января 2001, Окленд) — новозеландская профессиональная велогонщица, выступающая за команду AG Insurance–NXTG.

## Биография
Уолластон получила образование в школе Святого Петра, затем стала студенткой юридического факультета Университета Уаикато. Она говорит, что ей нужен запасной план, так как она знает, что её карьера велосипедиста может закончиться «в считанные секунды» из-за травмы или падения.
Уолластон увлеклась велоспортом благодаря своей семье, которая помогала ей в школьной велокоманде.
У неё есть две сестры. Одна из них, Нина (1996 года рождения), также является велосипедисткой. Новозеландские СМИ называют их «суперзвёздами новозеландского велоспорта». Другая сестра, Клаудия, изучает спортивные науки и работает в Федерации велоспорта Новой Зеландии.

## Карьера
В 2018 и 2019 годах Элли Уолластон становилась чемпионкой Новой Зеландии по шоссейным гонкам среди юниоров (до 19 лет). В 2018 году она также добилась своего первого международного успеха, завоевав серебро в командной гонке преследования на чемпионате мира по трековому велоспорту среди юниоров вместе с МакКензи Милн, Аннамари Липп и Эмили Патерсон.
В следующем году она завоевала две медали на чемпионате мира по трековому велоспорту среди юниоров: золото в индивидуальной гонке и серебро в командной гонке (вместе с Милн, Доннелли и Эмили Патерсон). В октябре 2019 года она стала чемпионкой Новой Зеландии в критериуме.
Через несколько месяцев она впервые дебютировала на международной арене в составе элиты. Вместе с Джесси Ходжес, Эмили Ширман, Николь Шилдс и Микаэлой Драммонд она выиграла командную гонку преследования в Гонконге в рамках Кубка мира по трековому велоспорту 2019—2020.
В 2020 году она стала чемпионкой Новой Зеландии в командной гонке преследования и мэдисоне.
В августе 2021 года Уолластон начала профессионально выступать в шоссейных гонках за команду NXTG Racing.
В январе 2022 года Уолластон выиграла национальный чемпионат Новой Зеландии в критериуме. В апреле 2022 года она завоевала четыре золотые медали на чемпионате Океании в Брисбене. Затем она присоединилась к своей команде в Европе и 14 мая 2022 года одержала свою первую победу за команду на Гран-при Морбиана.
Уолластон была отобрана для представления Новой Зеландии на Играх Содружества 2022 года. Однако она попала в аварию и повредила запястье во время второго этапа женского Тур де Франс 2022 года и не смогла участвовать в Играх Содружества.

## Достижения

### Трек

#### Чемпионаты мира
| Соревнование                     | Индивидуальная гонка преследования | Командная гонка преследования |
| Эгль 2018 (юниоры)               |                                    | Серебро                       |
| Франкфурт-на-Одере 2019 (юниоры) | Золото                             | Серебро                       |

#### Чемпионаты Океании
| Соревнование | Командная гонка преследования | Скрэтч | Мэдисон | Омниум |
| Брисбен 2022 | Золото                        | Золото | Золото  | Золото |

#### Кубок мира
- Кубок мира 2019—2020[англ.] — командная гонка преследования (с Джесси Ходжес[англ.], Эмили Шермен, Николь Шилдс[англ.] и Микаэлой Драммонд[англ.])

#### Кубок Наций
Кубок Наций 2022
- 3-я в гонке на выбывание

#### Чемпионаты Новой Зеландии
2019
- Чемпионка Новой Зеландии среди юниоров — скрэтч

2020
- Чемпионат Новой Зеландии по трековому велоспорту[фр.] — командная гонка преследования (с Ниной Уолластон, Джейми Нильсен[англ.] и Джесси Ходжес[англ.])
- Чемпионка Новой Зеландии в мэдисоне (с Джесси Ходжес[англ.])

2021
- Чемпионка Новой Зеландии в мэдисоне (с Джесси Ходжес[англ.])
- Чемпионка Новой Зеландии в омниуме (март и декабрь)
- Чемпионка Новой Зеландии в гонке на выбывание

### Шоссе

#### По годам
2017
- Чемпион Новой Зеландии среди кадетов — индивидуальная гонка

2018
- Чемпион Новой Зеландии среди юниоров — групповая гонка

2019
- Чемпион Новой Зеландии в критериуме
- Чемпион Новой Зеландии среди юниоров — групповая гонка

2022
- Гран-при Морбиана
- 1-й этап Тура Бельгии
- 2-я в Чемпионате Новой Зеландии по шоссейному велоспорту — групповая гонка
- 3-я в Туре Бретани
- 3-я в Туре Бельгии

#### Статистика выступлений наГранд-турах
| Гонка / Год       | 2022  |
| ----------------- | ----- |
| Джиро Роза        | —     |
| Тур де Франс Фамм | DNF-3 |

## Рейтинги
| Год                 | 2020  | 2021 | 2022  | 2023  | 2024  |
| ------------------- | ----- | ---- | ----- | ----- | ----- |
| Мировой рейтинг UCI | 335-й | -    | 72-й  | 82-й  | 141-й |
| Мировой тур UCI     | -     | -    | 229-й | 127-й | 82-й  |
|                     |       |      |       |       |       |
| Источник: UCI       |       |      |       |       |       |